# Rudolf Stadion
Filip Josef Rudolf hrabě ze Stadion-Warthausenu (23. února 1808 Vídeň – 25. dubna 1882 tamtéž) byl rakouský šlechtic a úředník, v letech 1845 až 1847 moravský místodržitel a krátce na přelomu let 1847 a 1848 nejvyšší purkrabí a prezident českého gubernia. Byl také vlastníkem majorátních statků rodu Stadionů.

## Rodina
Pocházel z hraběcího rodu Stadionů. Narodil se jako nejmladší syn tehdejšího rakouského ministra zahraničí Jana Filipa ze Stadion-Warthausenu a jeho manželky Marie Anny, rozené ze Stadion-Thannhausenu. Starší bratr František se stal guvernérem v Haliči a později ministrem vnitra a byl i poslancem Říšského sněmu.
Dne 9. července 1850 se oženil s hraběnkou Gizelou Hadikovou z Futaku a měli spolu tři děti – dcery Johannu (provdanou hraběnku Csákyovou), syna Huga a nejmladší Helena (provdanou hraběnku Coudenhove). Manželství bylo v roce 1859 anulováno.

## Kariéra
Roku 1827 se stal konceptním kandidátem u dolnorakouské vlády ve Vídni, roku 1828 konceptním praktikem u krajského úřadu v Berouně, poté byl od roku 1830 mimořádným krajským komisařem v Českých Budějovicích a od roku 1832 mimořádným sekretářem u Moravskoslezského gubernia. V roce 1835 byl postoupil na místo mimořádného dvorského sekretáře a o rok později se stal mimořádným guberniálním radou. V letech 1839–1842 byl krajským hejtmanem v Olomouci, poté byl jmenován radou dvorské kanceláře. V letech 1845 až 1847 působil jako moravský místodržící. V roce 1847 byl vyslán jako císařský komisař do Haliče, aby uklidnil tamní povstání. Záhy byl však odvolán a v úřadě ho nahradil jeho starší bratr František. 23. listopadu 1847 byl jmenován nejvyšším purkrabím a prezidentem českého gubernia. Během revoluce podepsal 31. března 1848 druhou pražskou petici. Obklopil se poradním sborem složeným z českých politiků, který 13. dubna spojil se Svatováclavským výborem, čímž vznikl Národní výbor. Do 15. dubna byl jeho prezidentem, poté ho nahradil hrabě Leopold Lev z Thun-Hohensteinu a Stadion se stáhl z politického života.
Byl císařským komořím a skutečným tajným radou, čestným rytířem maltézského řádu.

## Velkostatkář
Podle rodinné dohody z 1. ledna 1846 se stal majorátním pánem rozsáhlých rodových panství, mezi která patřily Kout na Šumavě, Trhanov, Úterý, Zahořany a Rýzmberk v západních Čechách a fideikomisní statky Bohorodčany včetně Grabovice a Przerośl v Haliči (dnes na Ukrajině). Dále spravoval stavovské panství Thannhausen v Bavorsku a původní rodové panství Stadion ve Württembersku.